# Weisskunig

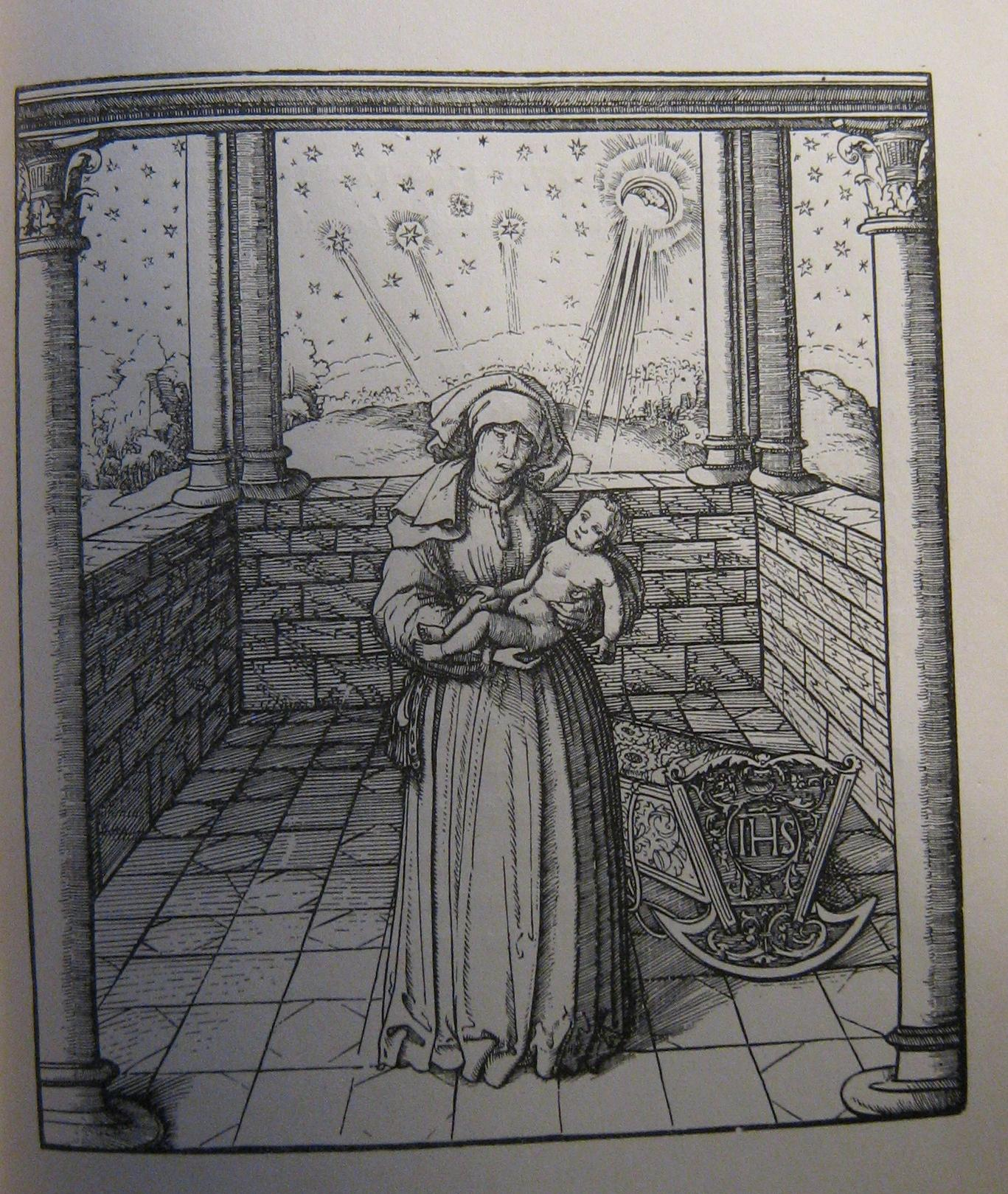
Maximilians födelse. Texten berättar att en komet med ett vänligt lysande sken visade sig i samband med hans födelse, och tillsammans med stjärnornas ställning förebådade hans kommande lycka och välgång. Träsnitt av Leonhard Beck.

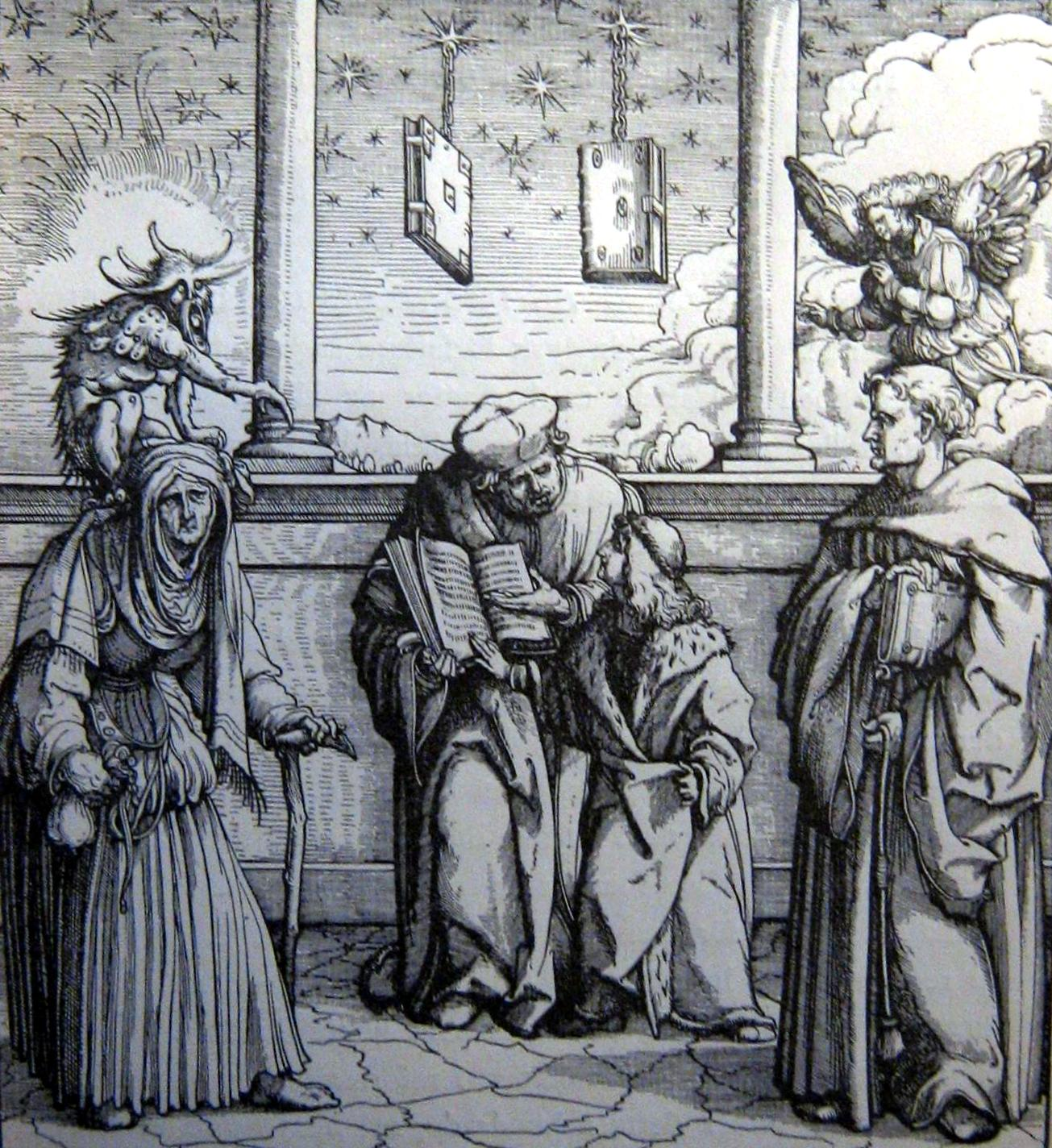
Maximilian erhåller undervisning i magi. Den gamla kvinnan med en djävul på huvudet symboliserar den föraktliga svartkonsten, medan munken med en ängel symboliserar den goda magin. Texten berättar att Maximilian hade stor nytta av sina kunskaper i magi, då något kätteri uppkom i hans rike snabbt kunde ingripa mot de brottsliga. Träsnitt av Leonhard Beck.

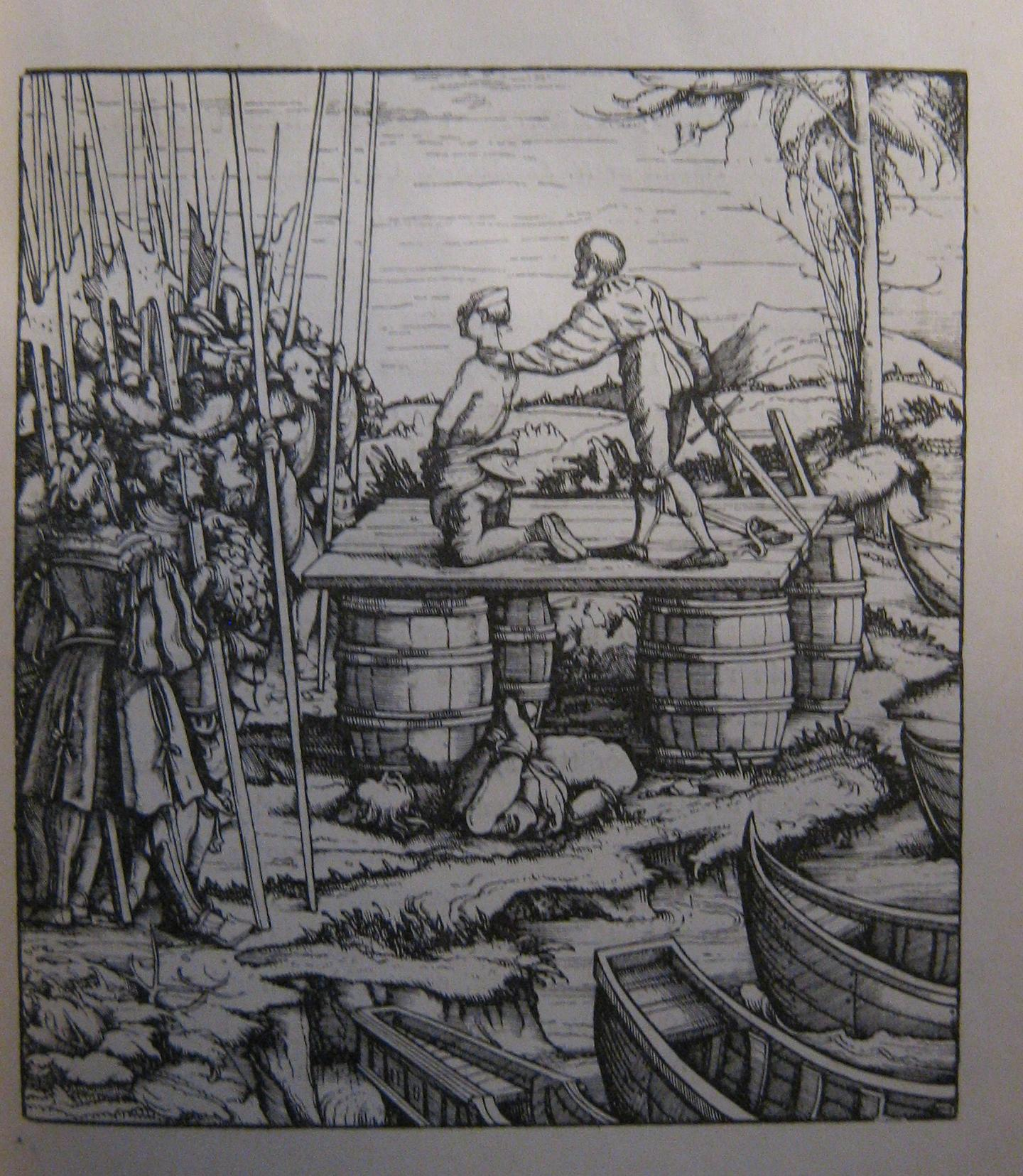
Maximilian tuktar upproriska flamländare. Träsnitt av Leonhard Beck.

Weisskunig är ett biografiskt verk över kejsar Maximilian I, författat med fingerade namn av Marx Treitzsaurewein. Troligen författades efter kejsarens diktamen.
Ordet Weisskunig betyder oftast kungen med den vita rustningen men ibland även den vise konungen. Det har antagits att verket var avsett för sonsonen Karl. Den handskrivna volymen illustrerades med högklassiga träsnitt av konstnärerna Leonard Beck och Hans Burgkmair. Boken utgavs inte i tryck förrän 1775. Originalmanuskriptet finns idag i Wien, och originalstockarna till träsnitten hittades på 1700-talet på slottet i Graz.
Illustrationerna återger som efter tidens sed inte modet på den tid de skall utspela sig, utan den tid de skapades, 1500-talets första år.